# De vita et moribus Iulii Agricolae
De vita et moribus Iulii Agricolae (Vita e costumi di Giulio Agricola, spesso indicata semplicemente come Agricola) è un'opera scritta attorno al 98 d.C. (in seguito alla morte dell'imperatore Domiziano) dallo storico romano Tacito, in cui viene descritta la vita del suocero: Gneo Giulio Agricola, che fu governatore della Britannia. Tacito fornisce anche notizie geografiche ed etnografiche sulla Britannia e poi mette a confronto, come in seguito farà anche nella De origine et situ Germanorum, la libertà e il coraggio dei Britanni con la corruzione e la tirannia che a suo parere ammorbano l'Impero. In quest'opera, Tacito attacca anche la rapacità e l'avarizia dei Romani con l'espediente del discorso che attribuisce al capo caledone Calgaco prima della battaglia del monte Graupio, combattuta nell'83 o nell'84 tra i Romani e i Caledoni in Scozia.
Il manoscritto più antico riguardante l'Agricola, ancor oggi conservato è contenuto nel Codex Æsinas, "Codice Esinate". Manoscritto del IX secolo prodotto dall'Abbazia di Hersfeld, proveniente dalla biblioteca dei conti Baldeschi-Balleani di Jesi  e oggi conservato nella Biblioteca Nazionale Centrale di Roma.

## Contenuto
Dopo l'assassinio dell'imperatore Domiziano nel 96 e gli sconvolgimenti che ne seguirono, Tacito utilizzò la libertà assicurata da Nerva e da Traiano per pubblicare questa che è la sua prima opera. Durante il regno di Domiziano, Agricola governò in Britannia, rendendosi protagonista della pacificazione e della conquista di gran parte dell'isola, culminata nella vittoria romana sui caledoni al monte Graupio. Il tono pieno di orgoglio con cui Tacito scrive la sua opera richiama lo stile dei discorsi funebri. Dopo un rapido riassunto della carriera del suocero, Tacito narra la conquista dell'isola. C'è poi una breve digressione geografica ed etnografica, che deriva non solo dai ricordi di Agricola, ma anche dal De bello Gallico di Cesare. 

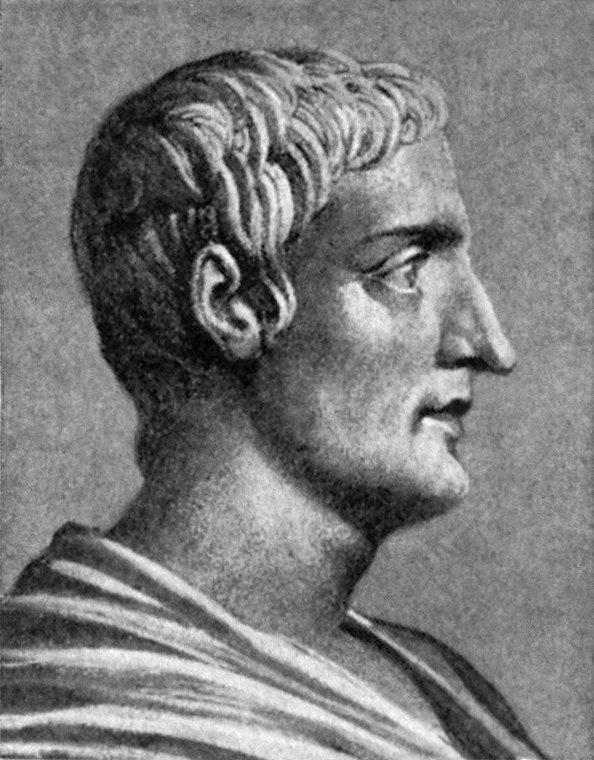
Publio Cornelio Tacito

Sebbene l'opera vada al di là della semplice biografia per la varietà dei suoi contenuti, tuttavia ha come scopo principale quello di esaltare Agricola. Tacito esalta infatti il carattere del suocero, mostrando come lui, durante il suo governatorato in Britannia, svolse con scrupolo e abilità tutti i propri compiti, anche sotto il regno dell'odiato Domiziano. Critiche a quest'ultimo e al suo regime, fatto di sospetti e delazioni, sono mosse nelle conclusioni dell'opera tacitiana. Dal racconto di Tacito, Agricola emerge come un uomo incorruttibile che muore senza ostentazioni, rifiutando il suicidio degli stoici, che non porta beneficio allo Stato e che quindi viene criticato da Tacito. Il suocero diventa dunque simbolo del mos maiorum e di una classe politica che collaborò anche col tiranno per il bene dello Stato, tenendo un comportamento scrupoloso, integerrimo e onesto. Lo storico lascia intendere che il suocero potrebbe essere stato avvelenato per ordine dell'imperatore e lo fa dicendo che su ciò circolavano delle voci.
B. Dobson scrisse: «I do not believe that Agricola was a great general: he was a good general with a great biographer. / Non credo che Agricola fosse un grande generale: era un buon generale con un grande biografo.».

## Stile
L'Agricola fonde diversi stili: è infatti un'elegia che evolve nella biografia, una laudatio funebris mescolata con materiale storico ed etnografico. Per questa ragione, il libro contiene parti scritte in diversi stili. L'inizio, i discorsi e la parte finale presentano forti influenze ciceroniane, caratterizzate da una maggiore concinnitas, forse derivate dalle competenze retoriche di Tacito. Le parti narrative ed etnografiche risentono invece di Sallustio (con incongruenze, arcaismi, paratassi e sobrietà) e di Tito Livio (stile fluido, ipotattico e drammatico), caratterizzate da una maggiore inconcinnitas.

## Edizioni
- Adriano Politi, Annali et Istorie di G. Cornelio Tacito. Con le due operette deʼ costumi deʼ Germani, e della vita dʼAgricola, Venezia, presso Roberto Meglietti, 1616.
- Bernardo Davanzati, Opere di Gajo Cornelio Tacito con la traduzione in volgar Fiorentino, 1637.
- Giuseppe De Cesare, Agricola, Firenze, presso Guglielmo Piatti, 1805.
- Gianfrancesco Galeani Napione, La vita di Giulio Agricola di Cornelio Tacito tradotta in lingua italiana, Firenze, Molini&Landi, 1806.
- Gaetano Marré, I Costumi de’ Germani e la Vita di Agricola. Opuscoli di C. Cornelio Tacito, Genova, presso G. Bonaudo, 1814.
- trad. Camillo Giussani, Mondadori, 1945; Einaudi
- trad. Bianca Ceva, BUR, Rizzoli, 1952
- trad. Azelia Arici, Torino, UTET 1959
- trad. Anna Resta Barrile, Bologna, Zanichelli, 1964
- trad. Luigi Annibaletto, Istituto Editoriale Italiano, 1970; Milano, Garzanti, 1974
- trad. Gian Domenico Mazzocato, Roma, Newton Compton
- trad. Sergio Audano, Santarcangelo di Romagna, Rusconi, 2017